# Fluoriet

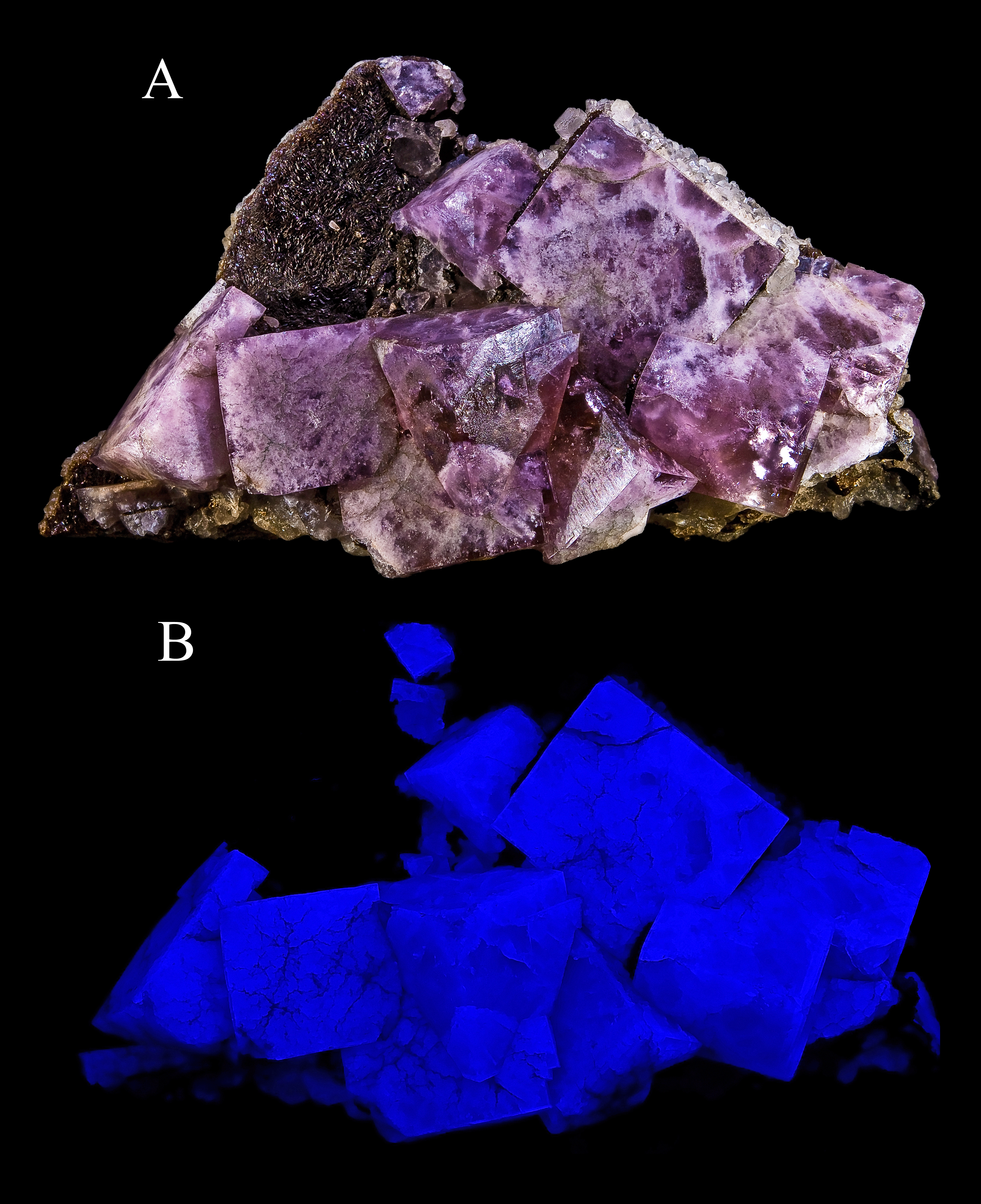
Fluoriet onder UV-licht.

Het mineraal vloeispaat of fluoriet is calciumfluoride met de molecuulformule CaF2.

## Naam
De namen fluoriet en vloeispaat zijn afgeleid van het Latijnse fluere, dat stromen of vloeien betekent. De naam van het element fluor is daarvan afgeleid. Het verschijnsel fluorescentie is voor het eerst bij fluoriet bestudeerd en is hiernaar genoemd.
Het mineraal moet niet met veldspaat worden verward, dat een tectosilicaat is.

## Eigenschappen
Fluoriet heeft een kubisch kristalstelsel. De calcium-ionen nemen vlakgecentreerde posities in en de fluoride-ionen bevinden zich in de viervlakken tussen vier calcium-ionen. De ruimtes in de vorm van regelmatige achtvlakken tussen de calcium-ionen blijven leeg.
In zuivere vorm is het kleurloos, maar afhankelijk van de sporenelementen, meestal transitiemetalen, die het bevat kan het verschillende kleuren hebben. Sommige specimina zijn amethistachtig, andere groen, geel of blauw en soms zelfs rood. Wanneer het mineraal wordt gekrast of wordt blootgesteld aan ultraviolet licht fluoresceert het vaak. Qua luminescentie is het ook triboluminescent en thermoluminescent. De massadichtheid van fluoriet is 3,13 kg/l en de hardheid is 4, daar fluoriet het typemineraal voor die hardheid is.

## Voorkomen
Het komt vaak in aders voor samen met bariet, kwarts en calciet. Het is een algemeen voorkomend mineraal, vooral in lagen van pneumatolytische oorsprong en het is een primair mineraal in graniet.

## Industriële toepassing
Vloeispaat wordt als vloeimiddel, als flux gebruikt in de productie van staal, in het maken van opalescerend glas, email voor keukengerei. Het is de voornaamste bron voor de productie van difluor F2 en waterstoffluoride HF. Calciumfluoride CaF2 wordt voor lenzen van optische apparatuur gebruikt of voor monsterhouders van spectrometers.
Er wordt in Derbyshire, in Engeland een mooie blauwgele vorm van fluoriet gevonden, Derbyshire Blue John, van het Franse bleu jaune voor blauw geel, maar het mineraal is te zacht om als edelsteen te worden gebruikt.

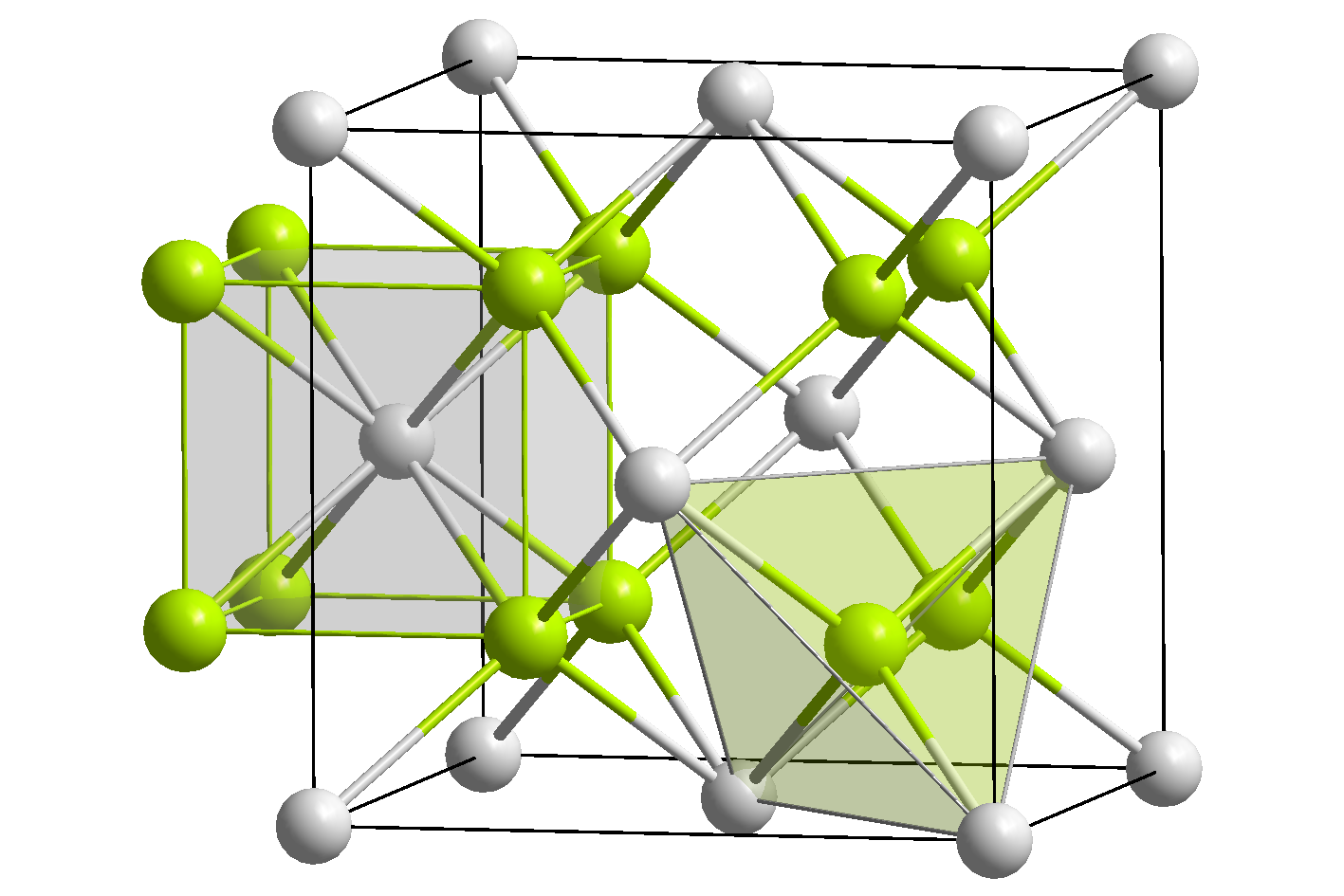
Kristalrooster
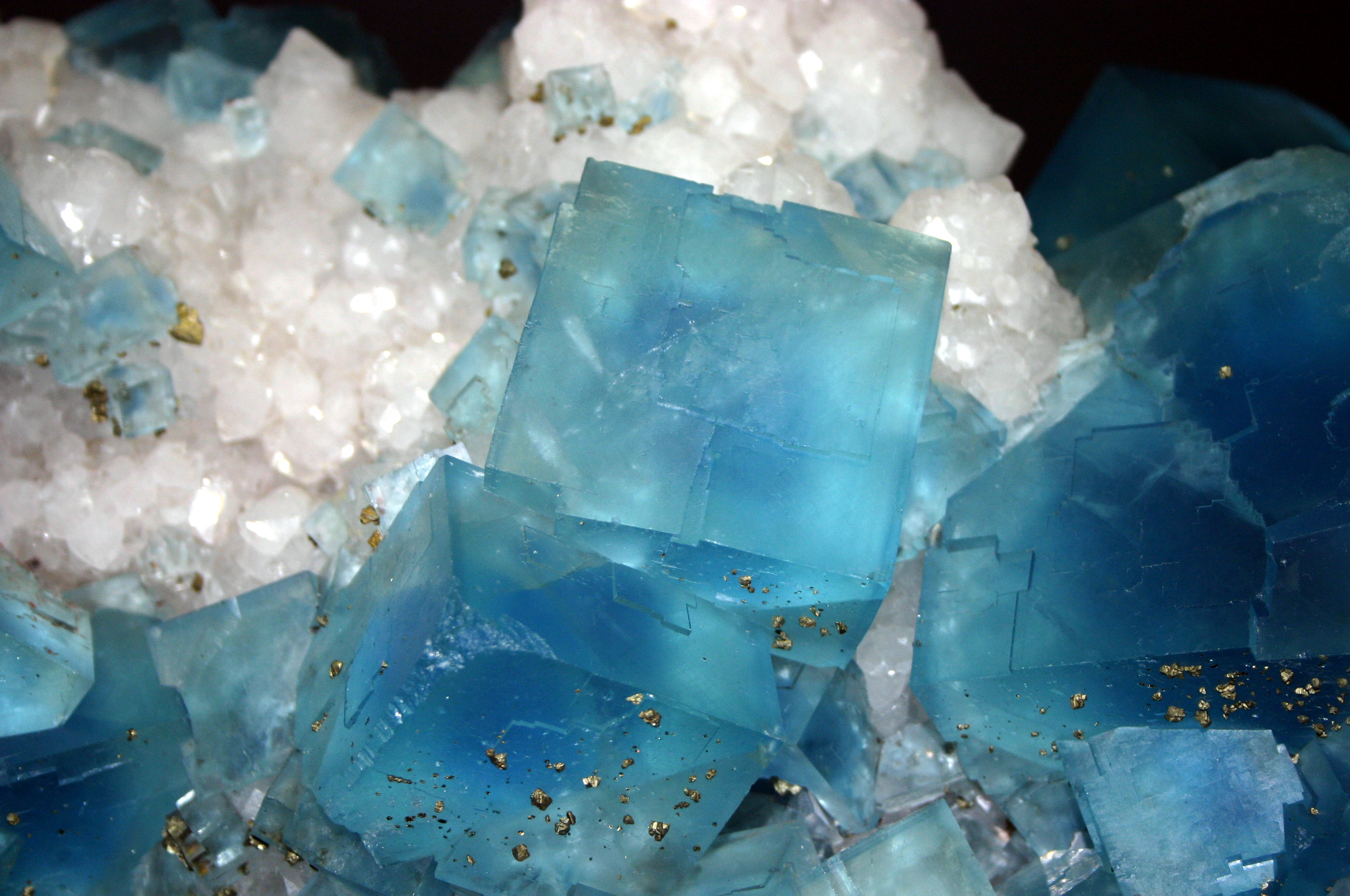
verschillende kristallen ■ vloeispaat■ pyriet
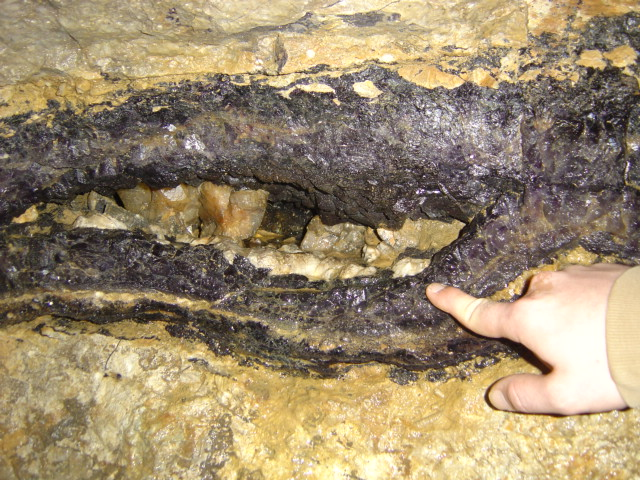
Blue John in Derbyshire